# 珀爾里弗縣 (密西西比州)
珀爾里弗縣（英語：Pearl River County）是美國密西西比州南部的一個縣，西鄰路易斯安那州。面積2,121平方公里。根据美國2000年人口普查，共有人口48,621人。縣治波普勒維爾（Poplarville）。
成立於1890年2月22日。縣名來自珀爾河 （原文是法語，源自法國殖民者在河中的貽貝中發現珍珠）。